# Tết Nguyên Đán
Tết Nguyên Đán (còn gọi là Tết Cả, Tết Ta, Tết Âm lịch, Tết Cổ truyền, Tết Á Đông hay đơn giản là Tết) là dịp lễ đầu năm mới theo âm lịch của Việt Nam và các nước thuộc vùng văn hóa Á Đông như Trung Quốc, Đài Loan (gọi là Xuân Tiết), Hàn Quốc, Triều Tiên (gọi là Seollal) và Nhật Bản (gọi là Shōgatsu), Mông Cổ (gọi là Tsagaan Sar) và cộng đồng người những người theo văn hóa Á Đông ở hải ngoại cũng ăn Tết này.
Vì Tết tính theo Âm lịch nên Tết Nguyên Đán của Việt Nam muộn hơn Tết Dương lịch (hay Tết Tây). Do quy luật 3 năm nhuận một tháng của âm lịch nên ngày đầu năm của dịp Tết Nguyên đán không bao giờ trước ngày 21 tháng 1 Dương lịch và sau ngày 20 tháng 2 Dương lịch mà rơi vào giữa những ngày này. Toàn bộ dịp Tết Nguyên Đán hàng năm thường kéo dài trong khoảng 7 đến 8 ngày cuối năm cũ và 7 ngày đầu năm mới (23 tháng Chạp đến hết ngày 7 tháng Giêng). Tại Việt Nam trước ngày Tết còn có phong tục như "cúng Táo Quân" (23 tháng Chạp Âm lịch) và "cúng Tất Niên" (29 hoặc 30 tháng Chạp Âm lịch).
Hàng năm, Tết được tổ chức vào ngày mồng 1 (hay mùng 1) tháng Giêng âm lịch trên toàn nước Việt Nam và ở một vài nước khác có cộng đồng người Việt sinh sống. Sắm cây đào và cây quất ở Bắc Bộ, Bắc Trung Bộ , hay cây mai và dưa hấu ở Nam Trung Bộ và Nam Bộ được coi là sự chuẩn bị không thể thiếu trong những ngày giáp Tết. Sau đó, trong những ngày Tết, các gia đình sum họp bên nhau, cùng thăm hỏi người thân, dành những lời chúc mừng, mừng tuổi và thờ cúng tổ tiên. Hoạt động tín ngưỡng thờ cúng tổ tiên luôn được diễn ra trong những ngày Tết, kết hợp với các món ăn truyền thống như: mứt, hạt dưa và bánh chưng, bánh tét, dưa hành, giò lụa, giò xào,... là những món ăn không thể thiếu trong ngày Tết của người Việt.

## Từ nguyên
Từ nguyên tết trong tiếng Việt là âm Hán Việt cổ của chữ 節, mà âm Hán-Việt hiện đại đọc là tiết. Tết và tiết đều bắt nguồn từ âm đọc trong tiếng Hán trung cổ của chữ "節". "tết" xuất hiện trước "tiết", vào giai đoạn chữ "tiết" 節 có âm đọc trong tiếng Hán trung cổ là /tết/. "Tiết" xuất hiện sau "tết", vào giai đoạn âm đọc trong tiếng Hán trung cổ của chữ "tiết" 節 đã biến đổi thành /tiết/. Ban đầu cả "tết" và "tiết" đều được phát âm giống như âm đọc của chữ "tiết" 節 trong tiếng Hán ở thời điểm chúng được tiếng Việt vay mượn, về sau do sự biến đổi của ngữ âm tiếng Việt cách phát âm của chúng đã thay đổi thành "tết" và "tiết" như hiện nay. "Tiết Nguyên Đán" trong 24 điểm "Tiết khí" (chữ Hán: 節氣) của Thời tiết phân chia theo lịch Mặt trăng (Nông lịch). Từ "nguyên" 元 trong "Nguyên Đán" 元旦 có nghĩa là sự khởi đầu hay là sơ khai và "đán" 旦 có nghĩa là buổi sáng sớm hay là bình minh. Nghĩa gốc của từ "Nguyên Đán" 元旦 là chỉ "Buổi sáng đầu tiên/Ngày đầu tiên (tức ngày mồng một) của một năm Nông lịch".
Hiện nay, tại Trung Quốc, Tết âm lịch không còn được gọi là Tết Nguyên Đán nữa. Tại Trung Quốc đại lục, thời Dân quốc, năm thành lập Trung Hoa Dân quốc (năm 1912) được lấy làm mốc khởi thủy để định tên năm dương lịch. Năm thành lập Trung Hoa Dân quốc được coi là Trung Hoa Dân quốc năm thứ nhất. Năm sau Dân quốc năm thứ nhất, tức là Công nguyên năm 1913, là Dân quốc năm thứ hai, năm 1914 là Dân quốc năm thứ ba, năm 1915 là Dân quốc năm thứ tư... Lấy số năm Công nguyên trừ cho 1911 thì sẽ ra số năm Dân quốc tương ứng của năm Công nguyên đó. Ngày 27 tháng 9 năm 1949, tại Hội nghị Toàn thể Khoá I Hội nghị Hiệp thương Chính trị Nhân dân Trung Quốc quyết định gọi tên các năm dương lịch theo thứ tự trong kỷ nguyên Công lịch, chính thức quy định ngày 1 tháng 1 dương lịch (tức Tết Tây) gọi là "Nguyên đán", ngày mồng một tháng giêng nông lịch gọi là "Xuân tiết" (chữ Hán: 春節, pinyin: chūnjié) (nghĩa là lễ hội mùa xuân).
Hai miền Nam Bắc Việt Nam từ sau năm 1975 đều cùng sử dụng múi giờ GMT+7 (trước đó Việt Nam Dân chủ Cộng hoà sử dụng múi giờ GMT+7, còn Việt Nam Cộng hoà sử dụng múi giờ GMT+8 giống như Trung Quốc), Trung Quốc thì sử dụng múi giờ GMT+8. Do Việt Nam và Trung Quốc sử dụng hai múi giờ khác nhau, âm lịch Việt Nam và âm lịch Trung Quốc cũng có đôi chút khác biệt, có lúc thì chỉ lệch có một giờ, có lúc thì lệch đến một tháng. Vì vậy mà có năm Việt Nam đón Tết cùng ngày với Trung Quốc, có năm lại đón Tết trước hoặc sau Trung Quốc.

### Cúng ông Công ông Táo

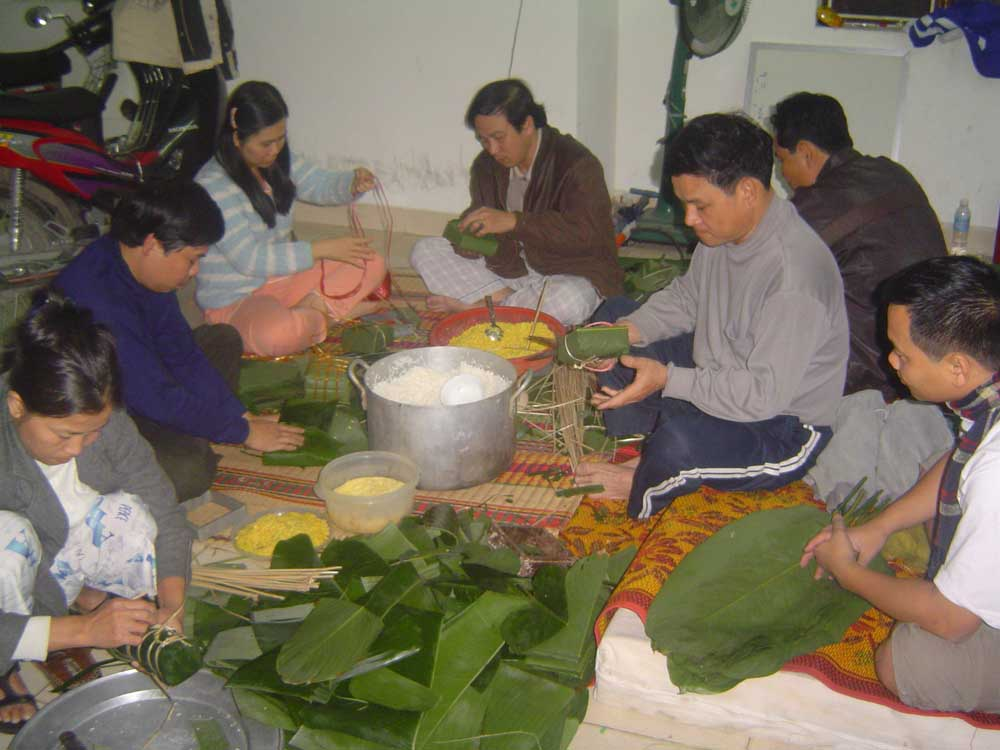
Một gia đình đang gói bánh chưng chuẩn bị cho ngày Tết Âm lịch.

### Tất niên

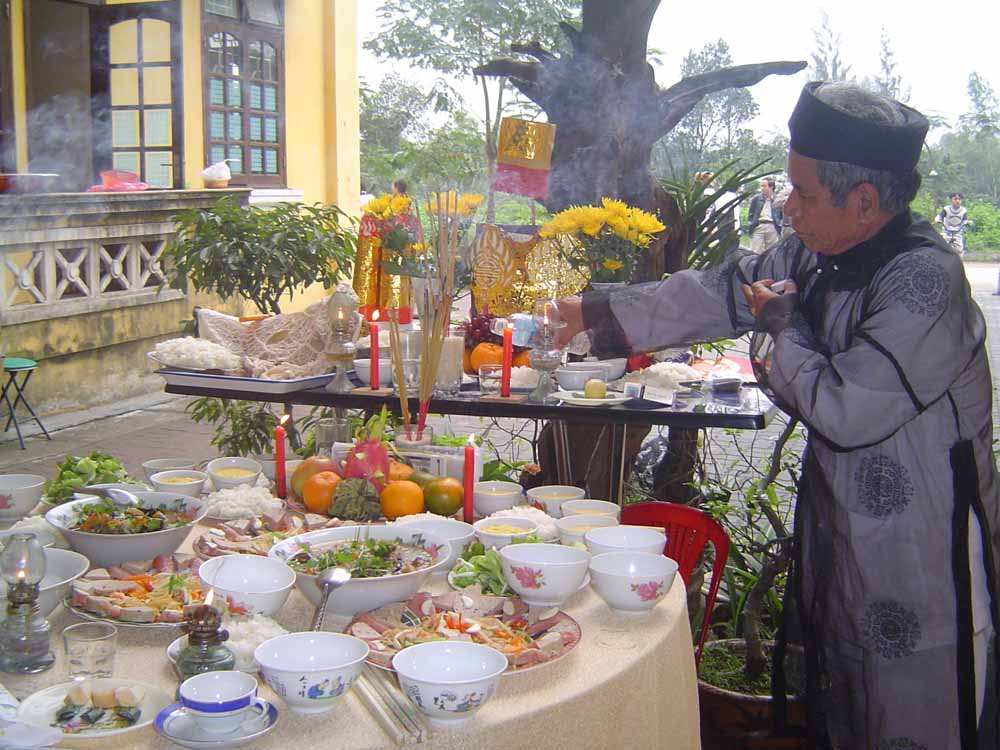
Một cụ già mặc áo the để cúng tất niên vào Tết Bính Tuất 2006.

#### Giao thừa

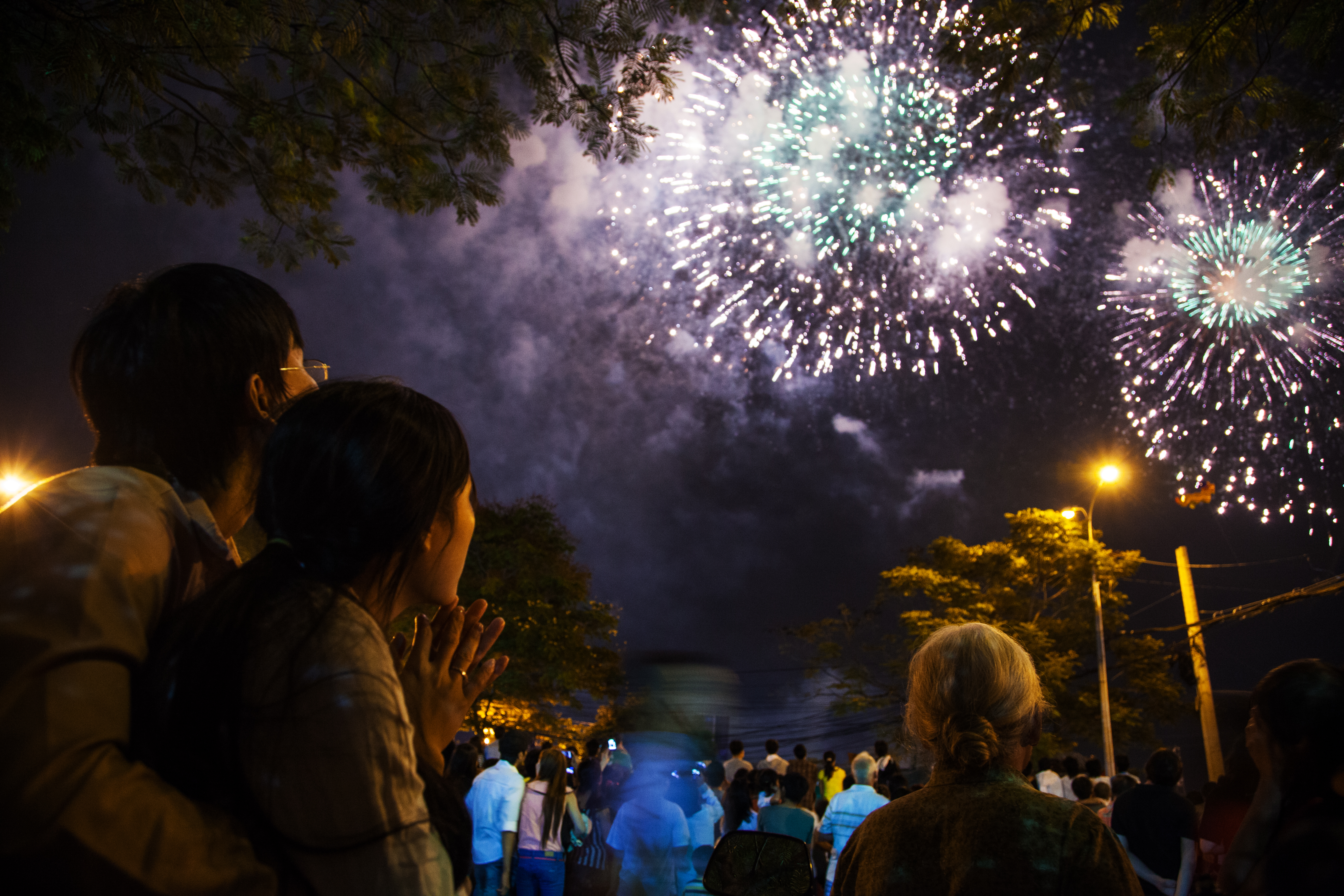
Bắn pháo hoa vào lúc giao thừa Tết Nhâm Thìn 2012

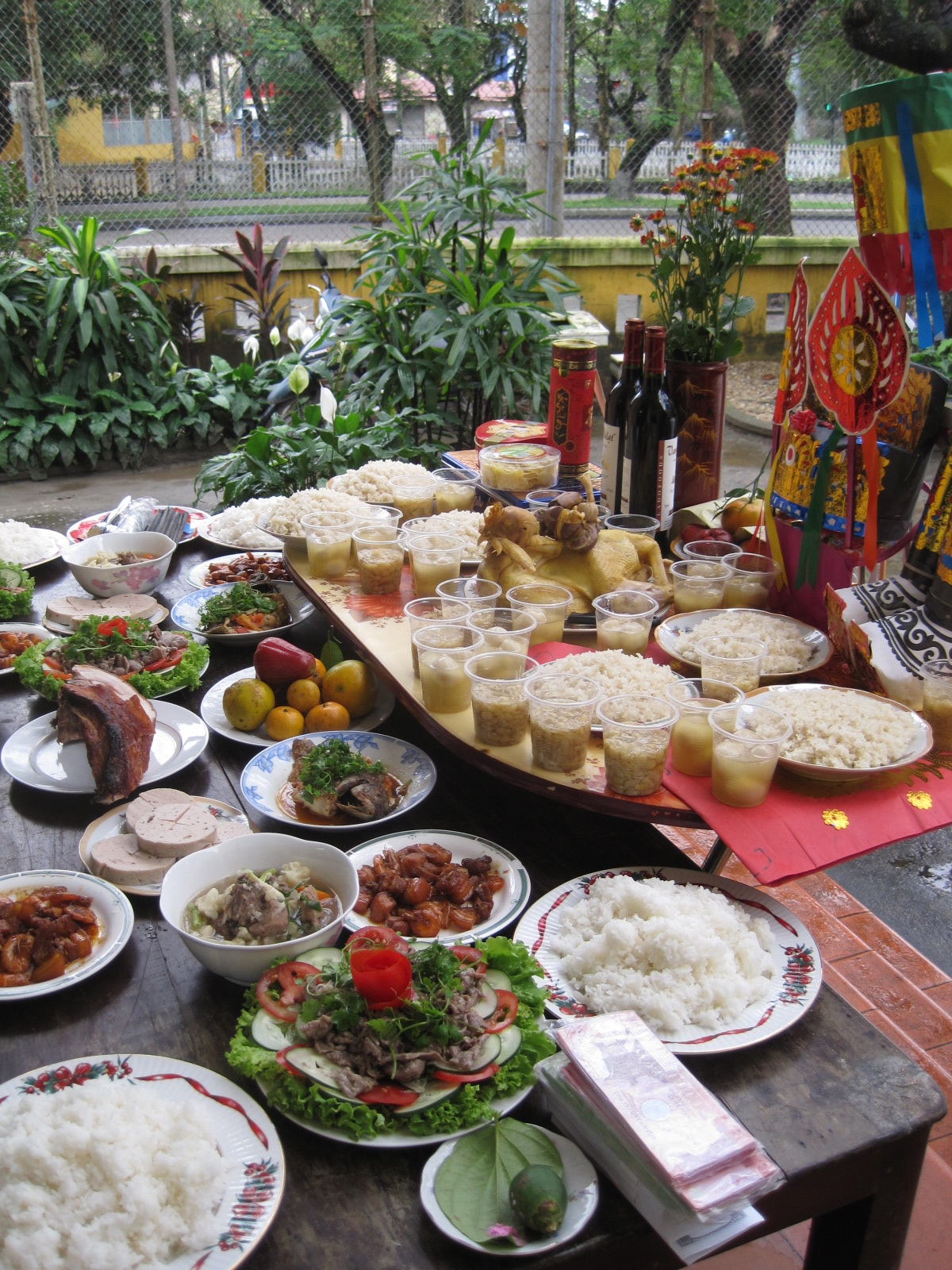
Mâm cỗ cúng Giao thừa ở ngoài trời tại Huế, Tết Tân Mão 2011

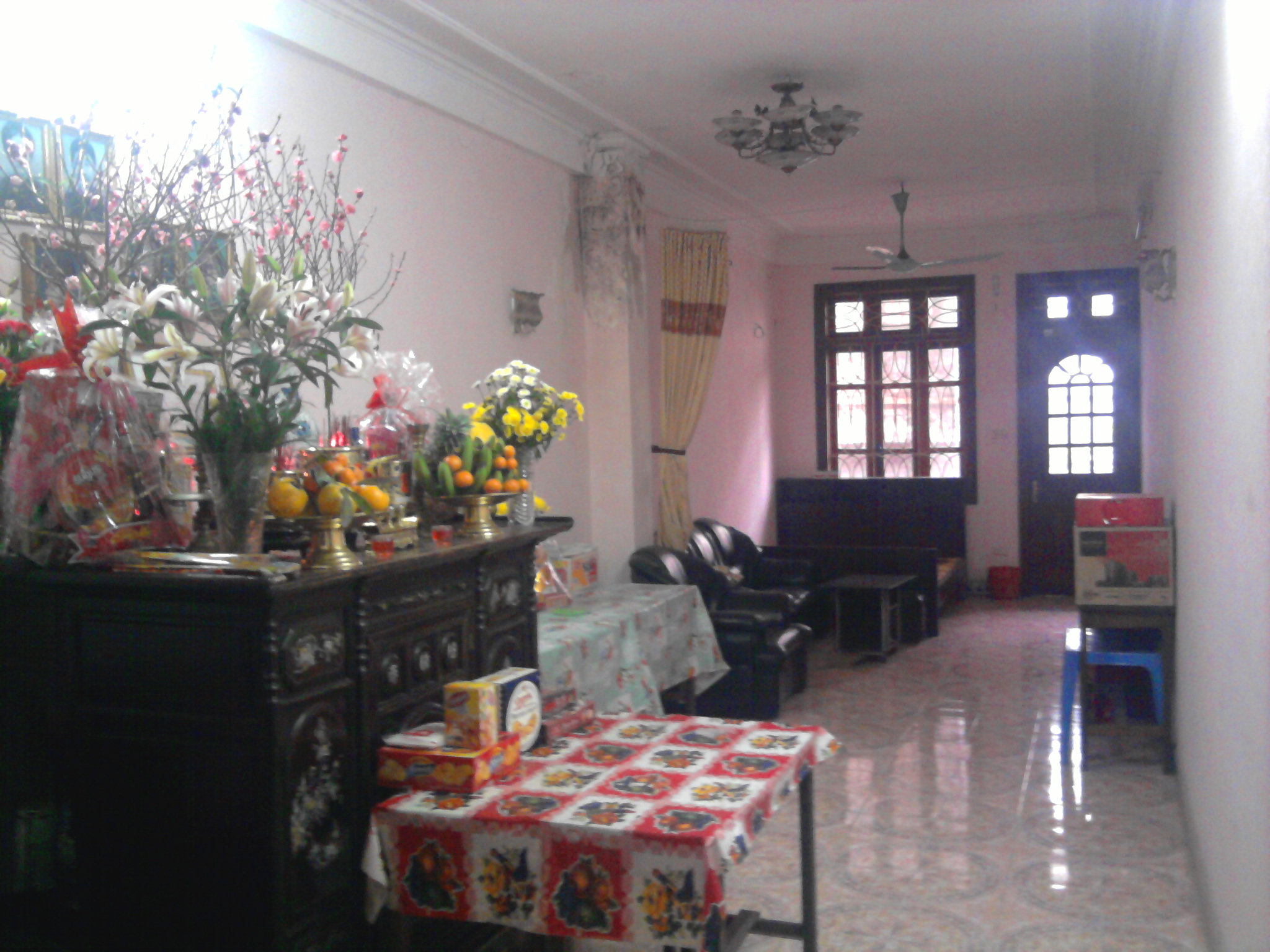
Bàn thờ Tổ tiên chuẩn bị cho việc cúng giao thừa Tết Nhâm Thìn 2012.

### Các hoạt động chính

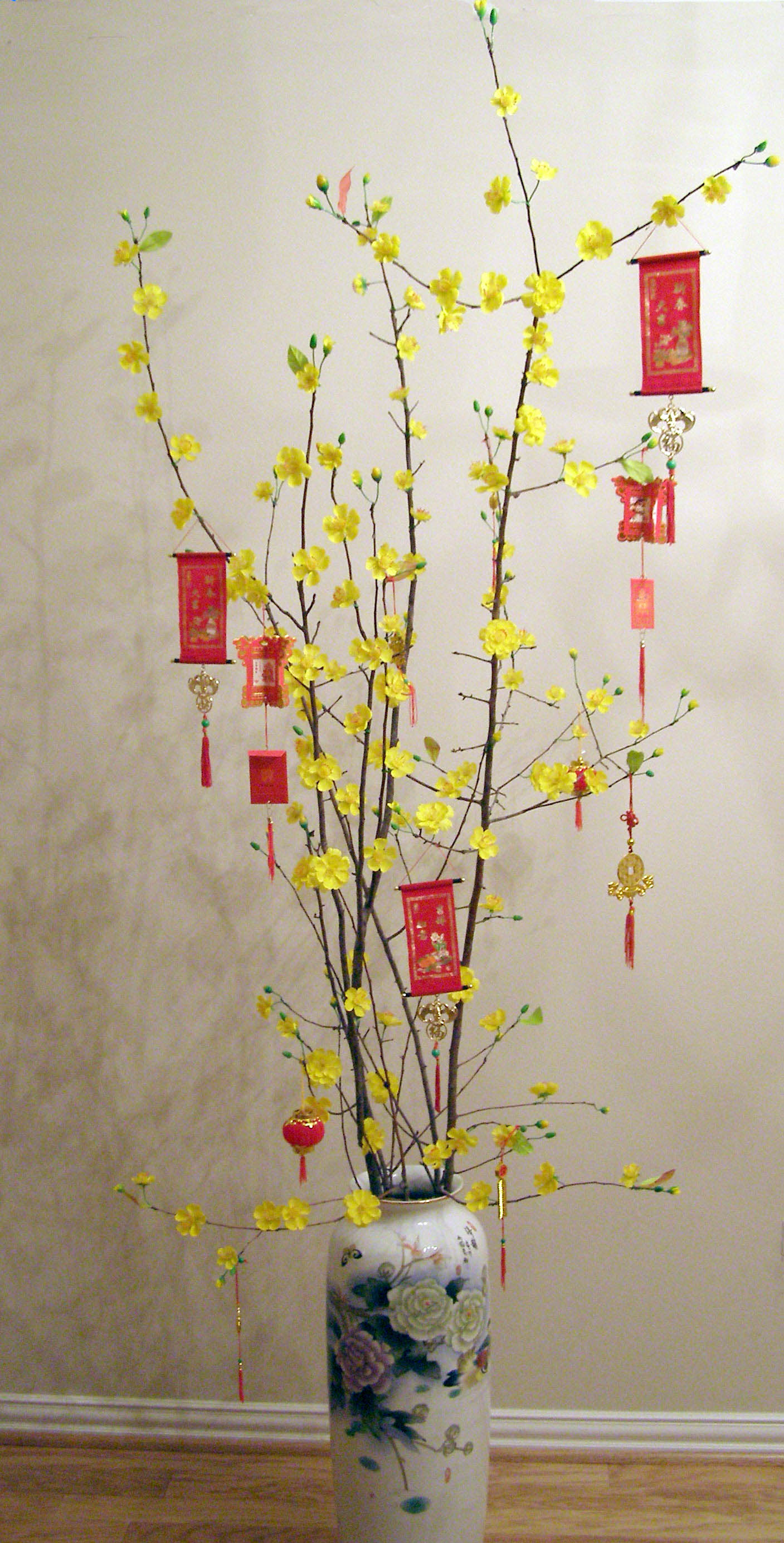
Một bình hoa mai ngày Tết Bính Tuất 2006.

#### Xông đất

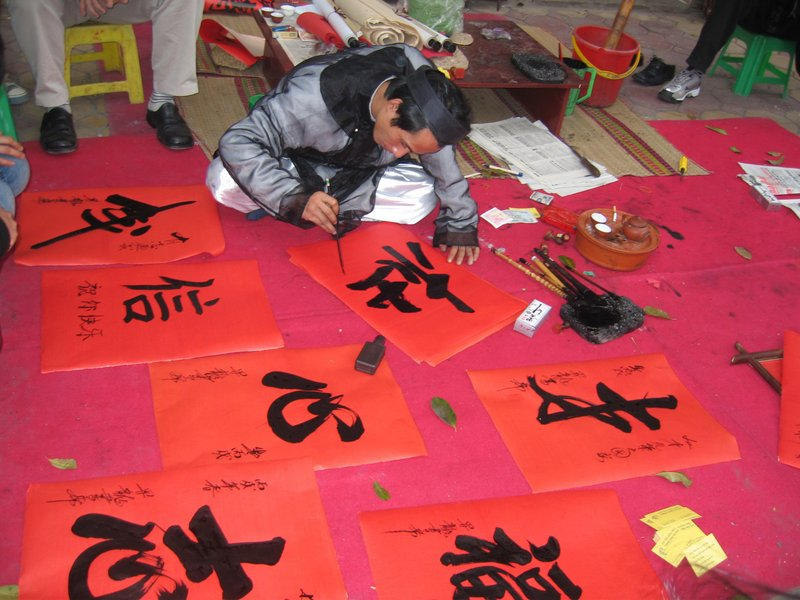
Ông đồ viết chữ lên giấy dó trong Tết Mậu Tý 2008.

#### Chúc Tết

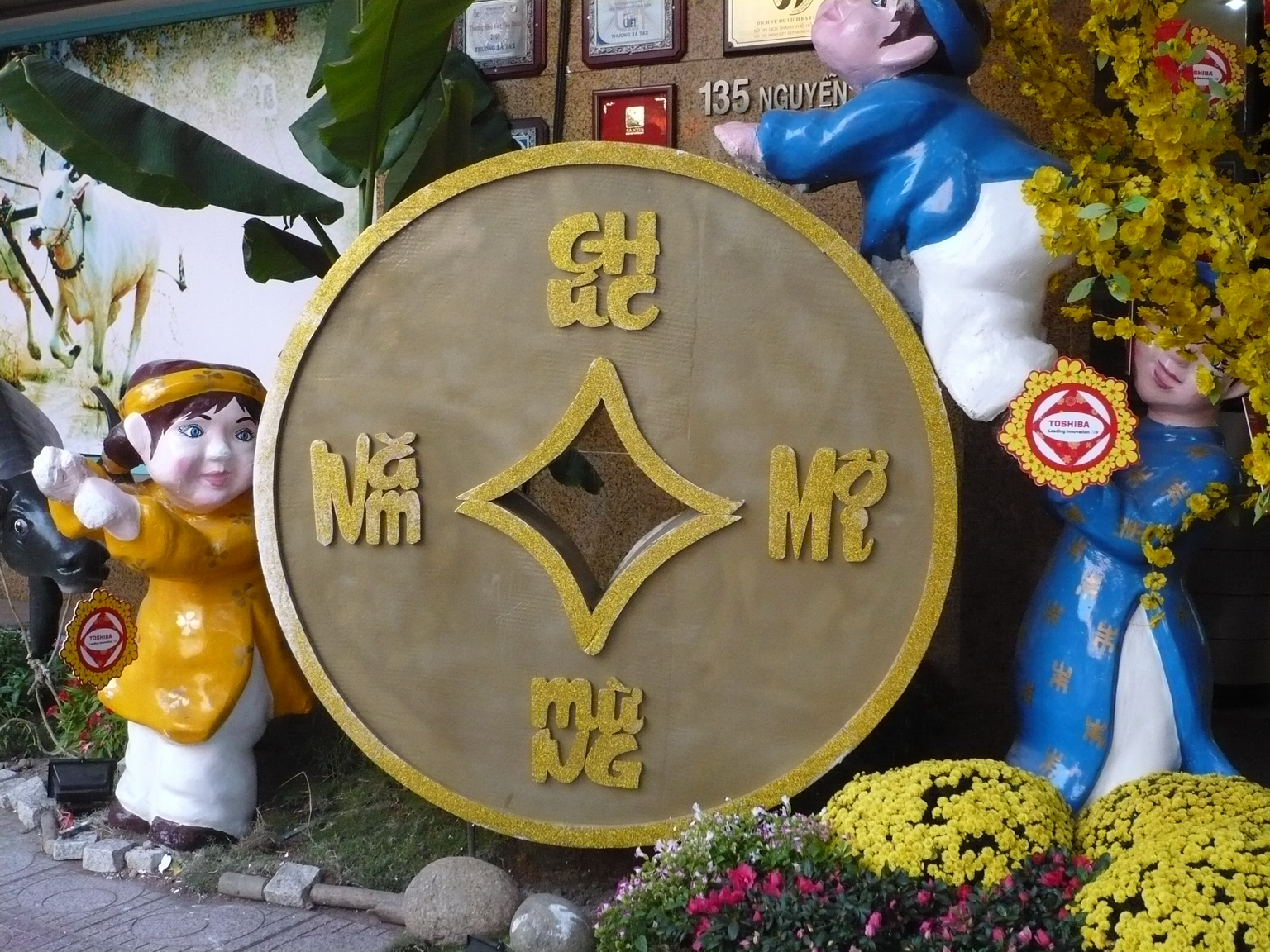
Một đồng xu khắc chữ Chúc mừng năm mới vào Tết Kỷ Sửu năm 2009

#### Mừng tuổi

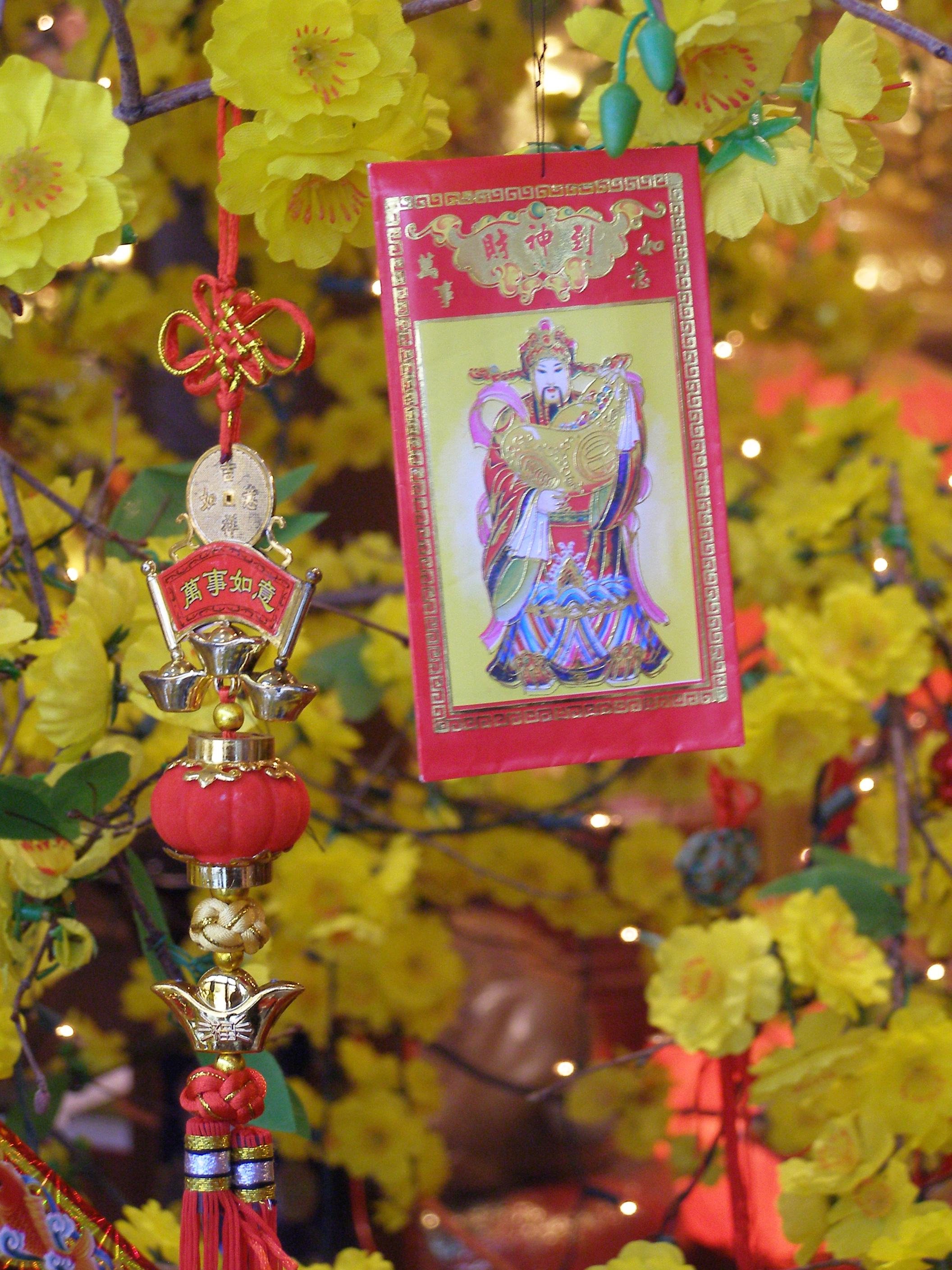
Phong bì lì xì treo trên cây mai vào Tết Ất Dậu 2005.

### Sắm Tết

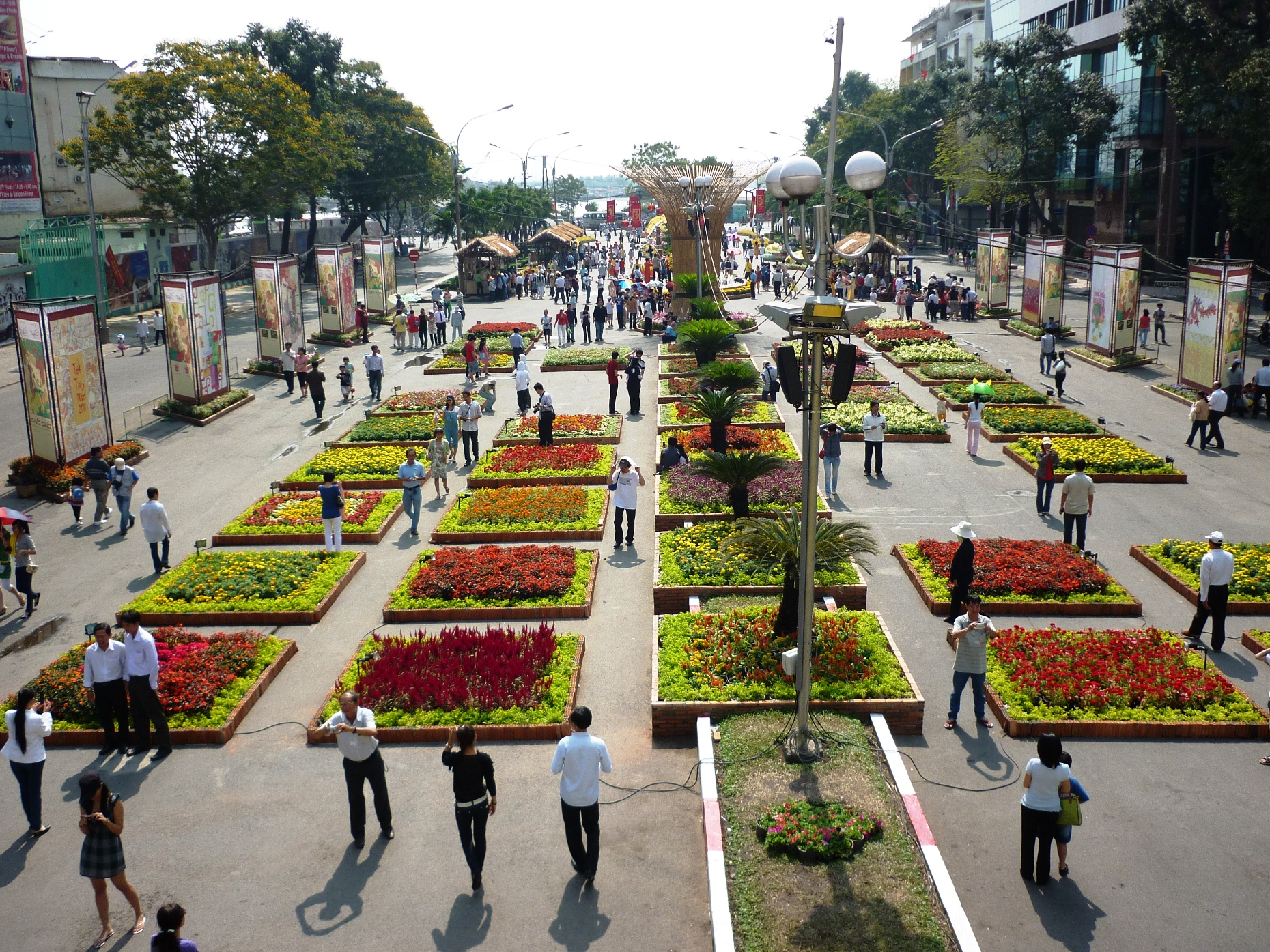
Một góc Đường hoa Nguyễn Huệ vào Tết Tân Mão 2011.

## Lịch sử